# Shinkigen
Shinkigen (新紀元, Shinjiken, "Nueva Era") fue una revista mensual socialista, publicada en Japón entre noviembre de 1905 y noviembre de 1906. Shinkigen surgió después de la división de Heiminsha en octubre de 1905. El primer número se publicó el 10 de noviembre de 1905. Shinkigen era el órgano del grupo socialista reformista, dominado por socialdemócratas cristianos. Shinkigen fue editada por personalidades como Abe Isoo, Sen Katayama, Sanshiro Ishikawa y Naoe Kinoshita. Shinkigen argumentó a favor del sufragio universal y la reforma social (por medios parlamentarios). El primer número de la revista incluía un artículo de Uchimura Kanzo, que decía "Aunque no soy socialista, no puedo evitar la mayor simpatía por este trabajo tan amable".
Shinkigen se caracterizó por una cosmovisión humanista. Su concepción del socialismo era espiritualista y altamente individualista. La revista presentaba frecuentemente motivos religiosos (cristianos), con imágenes que mostraban un ángel o una cruz brillante representada en la portada o títulos de artículos como 'El pensamiento revolucionario de la Madre María'. Sin embargo, la revista también presentó críticas al cristianismo.
En febrero de 1906, Shinkigen y la otra facción que surgió de Heiminsha, los materialistas, fundaron juntos un partido político, el Partido Socialista de Japón.
Al igual que otros medios liberales y de izquierda, Shinkigen fue blanco de la represión gubernamental. En total, se publicaron trece números de Shinkigen. El Partido Socialista de Japón sobrevivió hasta febrero de 1907, cuando fue prohibido por la policía después de su primer congreso del partido.
En 1961, Meiji Bunken Shiryo Kankokai reimprimió un volumen que contenía las ediciones de Shinkigen.